# Onde longitudinale
En physique ondulatoire, une onde longitudinale est une onde dont la perturbation du milieu se fait dans la même direction que sa propagation. Lorsque ces directions sont orthogonales, l'onde est dite transversale. 

Onde plane longitudinale en 2 dimensions.

Onde sphérique longitudinale en 2 dimensions.

## Exemples
Les ondes sonores sont des ondes sphériques longitudinales. La grandeur qui varie est la pression, et l'air est le milieu perturbé.
Les ondes sismiques {\displaystyle P} sont également sphériques et longitudinales. Elles sont créées par des séismes ou des explosions.